# Tercera Calle Suroeste
La 3.ª Calle Suroeste (Tercera Calle Suroeste) es una calle secundaria del cuadrante suroeste de Managua de la ciudad de Managua, Nicaragua. Forma parte del sistema de numeración urbana que organiza el centro histórico de la capital. Su trazado conecta varias avenidas numeradas en dirección norte-sur, y sirve como vía local de conexión entre barrios tradicionales y zonas institucionales cercanas al centro antiguo.

## Trazado
La calle comienza en el este desde la Avenida Bolívar, justo al sur del Parque Central de Managua. Avanza hacia el oeste cruzando intersecciones numeradas, como la 1.ª Avenida Suroeste, 2.ª Avenida Suroeste y 3.ª Avenida Suroeste, pasando por la 5.ª Avenida Suroeste hasta alcanzar su punto final en las inmediaciones de la Diagonal Valle Dorado cerca de la 49.ª Avenida Suroeste.

## Intersecciones destacadas
- Avenida Bolívar – entrada principal al casco histórico
- 1.ª Avenida Suroeste – vía tradicional con conexión hacia el sur
- 2.ª Avenida Suroeste – cruce residencial
- 3.ª Avenida Suroeste – enlace con barrios intermedios
- 4.ª Avenida Suroeste – intersección local
- 5.ª Avenida Suroeste – punto final aproximado del tramo

## Coordenadas
12°8′14″N 86°15′45″O / 12.13722, -86.26250